# El Carnaval de Ponce
El Carnaval de Ponce es el más antiguo de la isla de Puerto Rico, se lleva a cabo anualmente. En el 2023 celebra sus 165 años del 16 al 21 de febrero, cuenta con el Desfile de Carnaval, Coronación de sus Reinas y El Entierro de la Sardina. Incluye desfiles, bailes, presentaciones y otras sorpresas. El carnaval tiene una duración de siete (7) días pero en esta ocasión, sé redujo a seis (6) días y comienza el jueves frente a la Casa Alcaldía con el Festival de Baile de Máscaras del Carnaval Ponceño Auspiciado por el Festival Nacional de Baile de Máscaras Inc. frente a la Casa Alcaldía, el viernes con la Entrada del Rey Momo, el sábado la coronación de la Reina Infantil y la coronación de la Reina del Carnaval frente a la Casa Alcaldía, el domingo el Gran Desfile del Carnaval desde el Bulevar Miguel Pou culminando frente a la Casa Alcaldía, el lunes el Baile de Salsa y el martes el Entierro de la Sardina con gran desfile frente a la Casa Alcaldía. El Carnaval de Ponce siempre culmina el martes previo al miércoles de cenizas.

## Propósito
Es acogido en la ciudad de Ponce y ha existido por más de 150 años. La tradición de este carnaval es que desfilan portadores de "vejigas", en efecto sacadas de las o vejigas de los animales y que son pintadas de colores brillantes. Son enmascarados que tratan de asustar a todo el mundo y que vienen en torno a golpear de una manera juguetona a los incautos espectadores con su vejiga. Por supuesto, que no es grave, porque es como un globo. Con la tradición de Carnaval todo el mundo trata de tener un gran tiempo de comer y beber toda la noche. Música     abunda y hay cantos para alentar a los personajes Vejigante a la danza y una fiesta. "Vejigante a la boya, pan y cebolla" solo uno de los cantos tradicionales. Hay Plena música en todas partes y desfiles para el rey y la reina del Carnaval. El último día de la fiesta, martes antes del Miércoles de Ceniza, el "Entierro de la Sardina", se lleva a cabo. Se trata de un simulacro de funeral con arrastrar reinas como dolientes y un coro de gente llorando por la muerte de la Sardina. La sardina está enterrada, ya que, para los próximos cuarenta días comienza la Cuaresma, un tiempo de ayuno y abstinencia. No más carne tenemos que comer sardinas a partir de ahora. Así que la última noche de carnaval es delirio y la locura divertida.

## Personaje principal
La tradición es ver cómo muere la sardina y la entierran. 
Todo el mundo llora a la sardina y se le canta "toco toco toco toco el vejigante come coco". Otra sería "vejigante a la bolla pan y cebolla"."el vejigante comió mangó y hasta las uñas se las lamió" Ven cuando queman la sardina el "Jua" Juá o el Judas. El Juá es un muñeco grotesco lleno de periódicos. El entierro del sardinita es un evento alegre en que los gritos, chistes son protagonistas. El desfile de la sardina que incluye un ataúd comienza en la Calle Lolita Tizol, discurre por la Calle Isabel hasta la Casa Alcaldía donde se disfruta de la música.
El Rey Momo, las reinas y todos lloran la pérdida. Llega al templete de la ceremonia y de cremación. Los llorones gritan por el terrible dolor. Posteriormente se leen las letanías que en realidad son anécdotas cómicas que le sucedieron a los participantes del carnaval. Luego el Rey Momo, que es siempre un ciudadano conocido, se le quita la careta. Simultáneamente la sardina ubicada en el ataúd es levantada para el último adiós. En el interior tiene juguetes, dinero y sorpresas.
Todos cantan "Hoy ENTIERRAN LA SARDINA, y pasaré el funeral cruzando de esquina a esquina". Después se prende el Jua en fuego y todos lo ven consumirse en cenizas. Instantes después el ambiente se torna reflexivo porque quedan pocas horas para la Cuaresma.

## Tipos de vestuarios
Vejigantes- es un tipo de disfraz y máscara con cuernos que lleva diferente colores.
En la fiesta hay caballeros, con vestimentas de antiguos caballeros españoles. Las máscaras representan el triunfo del bien sobre el mal. 
Los vejigantes son representantes del mal, del demonio y de los moros. Los trajes son hechos de tela barata de colores brillantes estampados multicolor. Estos recorren las calles del pueblo los barrios dando saltos y gritos y volteretas. Se cantan estribillos como:
" Vejigante a la bolla
Pan y Cebolla "
"Toco toco toco
Vejigante come coco "
"Prucuta prucuta 
Y bueno que'tá "
"Esa vieja e' bruja,
Bruja es / Y Tiene los ojos
Color café "

"Vejigante comió mango
Y hasta las unas se las lambio "
"El vegigante está pintado 
De amarillo y colorado"
Las caretas que se usan están hechas de cartón. Sus expresiones son monstruosas, múltiples cuernos y brillante colorido. Es antes del miércoles de cenizas. Se celebra actualmente en la plaza del pueblo de Ponce. El enmascarado azota con vejigas infladas todo lo que encuentra en las calles.